# لي ستروبل
لي باتريك ستروبل (بالإنجليزية: Lee Patrick Strobel)‏ وهو كاتب وصحفي ومدافع لاهوتي وقس أمريكي مسيحي ولد في يوم 25 يناير 1952 أرلينغتون هايتس في ولاية إلينوي في الولايات المتحدة، نشأ كملحد وثم أصبح مسيحياً وأنشأ عدة كتب عن الإيمان المسيحي وعن العلاقة بين العلم والدين وعن نظرية الإنفجار العظيم ونظرية التطور.

## السيرة الذاتية
تلقى ستروبل شهادة الصحافة من جامعة ميسوري وماجستير في دراسات درجة القانون من كلية ييل للحقوق، ليصبح صحفي لدى شيكاغو تريبيون وصحف أخرى لمدة 14 عاما. سابقا كان معروف على إنه ملحد، بدأ التحقيق في ادعاءات الكتاب المقدس عن المسيح بعد تحول زوجته. مدفوعا بنتائج تحقيقاته، أصبح مسيحيا.
كان ستروبل قسا بدءا من 1987 حتي 2000، قبل أن يحول تركيزه نحو الكتابة وإنتاج برنامجه التلفزيوني. في عام 2007 تم منح ستروبل شهادة دكتوراه فخرية من قبل المعهد الإنجيلي الجنوبي تقديرا لمساهماته في علوم الدفاع اللاهوتي.
ستروبل متزوج من ليزلي ولديهم طفلان والعديد من الأحفاد. ابنته أليسون روائية، وابنه كايل أستاذ مساعد في علم اللاهوت في مدرسة تالبوت للاهوت.

## كتب

### القضية المسيح
وفقا لستروبل،  القضية المسيح  يتتبع ويوسع رحلته نحو التحول إلى المسيحية. ويلخص الكتاب مقابلاته مع ثلاثة عشر عالم مسيحي إنجيلي-كريغ بلومبرغ، بروس متزجر، إدوين ياموتشي، جون مكراي، غريغوري بويد، بن ويزرنغتون، غاري كولينز، دي. إيه. كارسون، لويس Lapides, Alexander Metherell, وليام لين كرايغ، غاري هابرماس، and جي. بي. مورلاند—التي يدافعون فيها عن وجهات نظرهم فيما يتعلق بالموثوقية التاريخية للالعهد الجديد.

### القضية الإيمان
في كتابه القضية الإيمان: صحفي يحقق في أصعب الاعتراضات على المسيحية ، يجيب ستروبل على الشكوك حول المسيحية، بما في ذلك مشكلة الشر، والتناقض بين المعجزات والعلوم، هل كان الله جدير العبادة إذا كان يقتل الأطفال الأبرياء، هل كان يسوع هو الطريق الوحيد إلى الله، وتاريخ الكنيسة من القمع والعنف.

### القضية الخالق
القضية الخالق يتكون من المقابلات مع مؤيدو التصميم الذكي ودفاعيون لاهوتيون الذين يدافعون عن وجود الخالق.

### القضية.. يسوع الحقيقي
القضية.. يسوع الحقيقي: صحفي يحقق في الهجومات الحالية على هوية المسيح "يقدم عددا من الحجج المضادة للتحديات إلى وجهة النظر المسيحية الإنجيلية. يتناول ستروبل الاختلافات بين صورة المسيح في الأناجيل المنتحلة مقابل الأناجيل الأربعة الكنسية، ما إذا كانت الكنيسة قد تغير هذا الوصف على مر الزمن، وتفسيرات جديدة تتحدى قيامة يسوع، وطرح قصة يسوع في الديانات الوثنية، هل كان يسوع يحقق نبوءات المسيا؟، وهل كان الناس المعاصرون لديهم حرية اعتقاد ما يريدون عن يسوع؟.
وكتب كتب أخرى مثل «إقرارات الله الحاسمة»، و«داخل عقل هاري وماري المحرومين من الكنيسة»، و«ما الذي كان يود أن يقوله يسوع؟».

## روابط خارجية
- لي ستروبل على موقع IMDb (الإنجليزية)
- لي ستروبل على موقع ديسكوغز (الإنجليزية)
- لي ستروبل على موقع قاعدة بيانات الفيلم (الإنجليزية)

- Official website